# Zombrus nigromaculatus
Zombrus nigromaculatus är en stekelart som först beskrevs av Cameron 1904.  Zombrus nigromaculatus ingår i släktet Zombrus och familjen bracksteklar. Inga underarter finns listade i Catalogue of Life.